# Longshe
Longshe (kinesiska: 龙射) är en köping i sydvästra Kina. Den ligger i Pengshui härad i storstadsområdet Chongqing,  omkring 160 kilometer öster om det centrala stadsdistriktet Yuzhong. Antalet invånare är 17 163. Befolkningen består av 8 040 kvinnor och 9 123 män. Barn under 15 år utgör 25,0 %, vuxna 15-64 år 60 %, och äldre över 65 år 13,0 %.